# Чемпіонат Полтавської області з футболу 1960
У Чемпіонаті Полтавської області 1960 року взяли участь 14 команд, 4 з яких у фінальному раунді, який відбувся з 1 по 4 жовтня в Полтаві, розіграли чемпіонство. Переможцем став полтавський «Локомотив».

## Учасники кваліфікаційного етапу

### Перша зона
- «Будинок офіцерів» (Миргород)
- «Авангард» (Кременчук)
- «Колгоспник» (Гадяч)
- «Колгоспник» (Кобеляки)
- «Колгоспник» (Хорол)
- «Колгоспник ДЮСШ» (Полтава)
- «Торпедо» (Артемівка)

### Друга зона
- «Авангард» (Карлівка)
- «Авангард» (Лохвиця)
- «Дніпро» (Кременчук)
- «Колгоспник» (Градизьк)
- «Колгоспник» (Лубни)
- «Локомотив» (Полтава)
- «Спартак» (Пирятин)

## Підсумкова таблиця фінальної частини
| М | Команда                     | І | В | Н | П | РМ  | О |
| - | --------------------------- | - | - | - | - | --- | - |
|   | «Локомотив» (Полтава)       | 3 | 2 | 1 | 0 | 5−2 | 5 |
| 2 | «Дніпро» (Кременчук)        | 3 | 2 | 1 | 0 | 4−2 | 5 |
| 3 | «Колгоспник ДЮСШ» (Полтава) | 3 | 0 | 1 | 2 | 4−6 | 1 |
| 4 | «Авангард» (Кременчук)      | 3 | 0 | 1 | 2 | 2−5 | 1 |

## Результати матчів фінальної частини
| Тур     | Команда                | Рахунок | Команда                     |
| ------- | ---------------------- | ------- | --------------------------- |
| 1-й тур | «Авангард» (Кременчук) | 1:1     | «Колгоспник ДЮСШ» (Полтава) |
| 1-й тур | «Дніпро» (Кременчук)   | 1:0     | «Авангард» (Кременчук)      |
| 2-й тур | «Дніпро» (Кременчук)   | 3:2     | «Колгоспник ДЮСШ» (Полтава) |
| 2-й тур | «Дніпро» (Кременчук)   | 0:0     | «Локомотив» (Полтава)       |
| 3-й тур | «Локомотив» (Полтава)  | 3:1     | «Авангард» (Кременчук)      |
| 3-й тур | «Локомотив» (Полтава)  | 2:1     | «Колгоспник ДЮСШ» (Полтава) |